# Дуглас Скотт Фальконер
Ду́глас Скотт Фа́льконер (англ. Douglas Scott Falconer; *10 березня 1913, Олдмелдрум, Абердиншир — †23 лютого 2004, Единбург) — британський генетик і натураліст, найбільш відомий за свої роботи з кількісної генетики.

## Біографія
Дуглас Скотт Фальконер народився в 1913 році в невеликому шотландському містечку Олдмелдрум, в сім'ї священика з Единбургу. Незабаром після народження сина сім'я повернулася до Единбургу. У шкільні роки Дуглас зацікавився наукою і після закінчення школи був прийнятий в університет, проте важке захворювання туберкульозом відклав початок навчання на п'ять років. В період одужання Дуглас прочитав безліч робіт, зокрема «Теорію Гена» Моргана. Д'Арсі Томпсон, під чиїм керівництвом Фальконер вивчав зоологію, запропонував скасувати іспити для такого хорошого учня, проте правила узяли верх, і Дуглас склав іспит, отримавши диплом з відзнакою першого класу.
Почавши роботу в групі генетиків під керівництвом професора Конрада Уоддінгтона, Дуглас Фальконер став провідним авторитетом в генетиці кількісних ознак. Пропрацювавши в Единбурзі все життя, Фальконер зробив великий внесок до науки. Його «Введення в генетику кількісних ознак» витримало 4 видання з 1960 по 1996 рік і стало настільною книгою багатьох учених. Ранні роботи Фальконера були присвячені генетичному аналізу мутацій Менделя у мишей. Їм була вперше виявлена зчеплена зі статею мутація мишей.
Ще будучи студентом, Дуглас одружився з Маргарет Дюк, що вивчала класичні предмети. Маргарет і двоє синів пережили Дугласа. Загальним інтересом сім'ї була музика; Дуглас любив грати на флейті. В середині життя Дуглас захворів діабетом, і вже в 1960-ті роки його здоров'я було слабким, але він твердо продовжував займатися наукою, відвідуючи місце роботи і публікуючись довгі роки після відходу на пенсію в 1980 році, цікавлячись розвитком досліджень і беручи участь в дискусіях.
У 1951 році Дуглас Фальконер склав описи двох мишей мутантів, названих їм reeler і trembler за змінену ходу. Дослідження миші reeler привели до відкриття в 1995 році білка рилін, що грає важливу роль в нейроміграції і позиціонуванні нейронів.